# Mumfordia monticola
Mumfordia monticola là một loài bọ cánh cứng trong họ Latridiidae. Loài này được Zimmerman miêu tả khoa học năm 1935.